# Мугон-Ториньє
Мугон-Ториньє (фр. Mougon-Thorigné) — колишній муніципалітет у Франції, у регіоні Нова Аквітанія, департамент Де-Севр. Мугон-Ториньє утворено 1 січня 2017 року шляхом злиття муніципалітетів Мугон i Ториньє. Адміністративним центром муніципалітету є Мугон.

## Історія
1 січня 2019 року Мугон-Ториньє, Еґонне i Сент-Бландін було об'єднано в новий муніципалітет Егондіньє.